# Покров (город, Россия)
Покро́в — город (с 1778 г.) в Петушинском муниципальном районе Владимирской области России.
Образует одноимённое муниципальное образование город Покров со статусом городского поселения как единственный населённый пункт в его составе.
Расположен в 6 км от границы Московской и Владимирской областей, в 85 км к востоку от Москвы и в 82 км к западу от Владимира. Через город проходит федеральная автомобильная дорога М-7 «Волга» Москва — Уфа, а также новый ход Транссиба (станция Покров находится в 4 км от города).
Город находится на туристическом маршруте «Золотое кольцо России».

## География
Расположен на реке Шитке, в 18 км к западу от Петушков, в 5 км к северу от левого берега реки Клязьмы, куда впадает река Вольга, притоком которой является река Шитка, и на 101-м километре федеральной автодороги М-7 «Волга». Вокруг города находится цепь озёр: Чёрное (площадь зеркала 30 га), Белое (площадь зеркала 2 га), Введенское (бывшее Вятское, площадь 29 или 38,5 га), окружённая лесными массивами. Леса принадлежат к первой группе и состоят, в основном, из многометровых сосен. Чёрное озеро известно своими целебными грязями.

## История
Первое упоминание о поселении на месте нынешнего Покрова относится к 1506 году. Согласно разысканиям известного русского историка и археографа П. М. Строева, здесь располагался монастырь Покровской Антониевой пустыни, настоятелем которого с 1506 по 1516 годы был игумен Елисей. Центром пустыни служил деревянный храм Покрова Пресвятой Богородицы с престолом в честь апостола Симеона, вокруг которой располагалась подмонастырская слобода с дворами настоятеля, дьячка, пономаря «да двух дюжин монастырских служек и бобылей».
До Смутного времени пустынь жила спокойной жизнью, слобода при ней росла, менялись только настоятели монастыря. С наступлением Смуты первоначально ничего не изменилось, слобожане никак не участвовали в волнениях крестьян Аргуновской волости 1601—1608 гг. против Троице-Сергиева монастыря и удачно боролись против устройства питейных заведений возле Покровской церкви, нарушавших благочиние и порядок:
… В церковных воротах - писали они, - бывает завсегда у пьяных людей драка, безчинства и скаредства, которые и описать невозможно, и женскому полу к службе Божией ходить нельзя …
После этой жалобы, направленной в Синод, «кружечный двор» из слободы убрали. Однако в 1610 или 1612 гг. спокойствие жителей было нарушено: пустынь подверглась разорению польскими отрядами и была частично сожжена, но быстро оправилась, отстроилась и встретила избрание нового царя в 1613 г. колокольным звоном.
В 1633 или 1635 году монастырь стал домовым патриаршим, а 1678-79 гг. Патриаршей стала подмонастырская слобода, получившая название: Патриаршее село Покровское. В 1683 г. патриарший статус Покровского был подтверждён указом правительницы-регентши Софьи Алексеевны. Всё это время слобода, а затем село продолжали жить жизнью, спокойствие которой прерывалось два раза: в 1654 г. при «моровом поветрии», «когда многие умерли», и в 1672 г., когда «произошёл большой пожар», во время которого сгорела Покровская церковь. Церковь жители быстро восстановили, но уже каменной. Вскоре после петровского указа 1701 г. монастырь был упразднён, Покровская церковь превратилась в приходскую, а село Покровское продолжило своё существование уже как отдельная административно-территориальная единица. Закрытие монастыря произошло, по-видимому, около 1711 г., ибо именно в этом году его рыбные промыслы были переданы образовавшемуся в 1708 г. Свято-Введенскому Островному монастырю, так как:
… прежние обротчики отказали, а вновь никого не нашлось, а оброку платить ему строителю с братией присланного канцелярского три рубли шестнадцать алтын четыре деньги …
В 1768 г. Покровское проездом посетил академик Паллас, совершавший очередную экспедицию по Высочайшему повелению. Поселение он описал как большое государственное село. В этом статусе оно просуществовало ещё десять лет, после чего 1 (12) сентября 1778 год указом Екатерины II преобразовано в город, о чём есть запись в книге «Городские поселения в Российской империи»:
1778 сентября 1. Повелено образовать Владимирское наместничество…, составив сие наместничество из четырнадцати уездов, в том числе Покровского, вследствие чего село Покров ведомства Коллегии экономии переименовать городом. При издании штата Владимирской губернии… Покров оставлен уездным городом сей губернии
Вокруг города, состоящего к этому времени из 140 зданий, образовался обширнейший Покровский уезд, в который, помимо селений нынешнего Петушинского района, одной из своих частей, а именно Ореховским погостом, входило современное Орехово-Зуево. В связи с новым статусом, Покров получил магистрат. В 1779 году в Покрове построили пересыльную тюрьму для преступников, ведомых во Владимирский централ.
В 1788 году был принят план регулярной застройки Покрова, который, с изменениями 1826 г., действует поныне.
Покров продолжал жить и богатеть от успешной торговли. По сообщению ревизора Владимирской губернии в 1799 году:
Городничий Покровский коллежский Асессор Небольсин, должность свою исправляет в наилучшем порядке. На обывателях города, ему порученного, никакого рода недоимки ни малейшей нет… тишина, спокойствие и порядок в городе совершенны.
К 1837 году пятая часть жителей города была купеческого сословия (338 из 1756 жителей). Лавок числилось 27 штук, гостиниц — 3. Здесь останавливались все путешественники, державшие путь из Москвы в восточные губернии и обратно, и изрядно обогащавшие покровских предпринимателей во время своего постоя. Среди оных путешественников были весьма знаменитые: в 1796 г. в Покрове останавливался Радищев, возвращавшийся из ссылки, в 1813 г. — Грибоедов, осенью 1830 г. — Пушкин, задержавшийся здесь из-за холерных карантинов по пути из Болдина.
В 1861 году до Покрова дотянули Московско-Нижегородскую железную дорогу. Станцию построили не в самом городе, а в четырёх верстах к югу от него, в Перепечине, но назвали: Покровом. По ходившим тогда слухам, купцы, державшие лавки вдоль Владимирского тракта, подкупили для этого ведавших постройкой инженеров с тем, чтобы торговля вблизи станции не составила им конкуренцию.
К 1897 г. в городе возвели 7 фабрик и заводов с производством на сумму в 15184 руб., шестая часть городского дохода тратилась на образование, замощение улиц.
После избрания в 1903 году городского головы Ф. Н. Колчина, в Покрове были пострены мужская и женская гимназии, была сооружена пожарная часть, появились бордюры. В доме Колчина возник литературно-драматический кружок.
После 1908 г. открыли пожарное депо с пожарной машиной, а земство, по свидетельству директора Покровских гимназий А. В. Захарова, к этому времени стало «богатейшим», однако начало Первой мировой войны и последовавшие за ним события 1917 года прервали спокойную и благополучную жизнь растущего города.
В 1921 году город перестал быть уездным, так как расформировали Покровский уезд, город вошёл в число населённых пунктов Киржачского уезда. С этого времени началась чехарда со статусом города и его принадлежностью: в 1924 году Покров передали Александровскому уезду, в 1929 году — Петушинскому району. В 1945 году город вновь стал административным центром Покровского района, в этом статусе просуществовал 15 лет. В 1960 году Покровский район расформировали, а Покров опять передали в Петушинский район, где он находится и поныне.
Число жителей в городе сократилось, производств осталось только два. В таком состоянии Покров просуществовал до 1960-х гг., когда начался медленный рост экономики и населения. В городе появился ВНИИ ветеринарной вирусологии и микробиологии, вокруг которого стали группироваться другие предприятия, а население пополнялось рабочими этих производств и освобождёнными из мест заключения, которым был закрыт доступ в столицы.
В начале 1990-х годов, после распада СССР, город стал крупным перевалочным пунктом афганского наркотраффика по так называемому «северному маршруту».
В 1994 году в Покрове была создана исправительная колония общего режима (ИК-2) для впервые осужденных лиц.
В постперестроечные 1990-е годы ни одно из городских предприятий не подверглось банкротству. Напротив, в 1997 г. в Покрове открылась шоколадная фабрика германской компании «Штольверк», перекупленная в 2002 г. американским концерном «Крафт Фудс» и ставшая новым локомотивом местной экономики. С появлением крупного производства возникла тяжба между городом и районной властью о налоговых отчислениях в бюджет — Покров потребовал самостоятельности в формировании последнего. С переменным успехом упомянутая тяжба длится по сей день.
31 августа 2009 г. город впервые за всю историю существования посетил президент России в лице Дмитрия Медведева, который встретился с губернатором Владимирской области Николаем Виноградовым и возглавил третье заседание комиссии по модернизации и технологическому развитию экономики России.
В июле 2023 года в городе открыли «Бульвар дружбы народов», на котором расположились: спортивная площадка, сцена, детская площадка; павильоны, представляющие народы; зоны отдыха.

## Население
| 1856    | 1859    | 1896    | 1897    | 1926    | 1931    | 1939    | 1959    | 1970    | 1979    |
| ------- | ------- | ------- | ------- | ------- | ------- | ------- | ------- | ------- | ------- |
| 2700    | ↗2866   | ↗2925   | ↘2785   | ↘2700   | ↘2300   | ↗5067   | ↗6845   | ↗9976   | ↗14 615 |
| 1989    | 1992    | 1996    | 1998    | 2001    | 2002    | 2003    | 2005    | 2006    | 2007    |
| ↗15 988 | ↗16 400 | ↗16 600 | →16 600 | ↘16 100 | ↘15 920 | ↘15 900 | ↘15 600 | →15 600 | →15 600 |
| 2009    | 2010    | 2011    | 2012    | 2013    | 2014    | 2015    | 2016    | 2017    | 2018    |
| ↘15 559 | ↗17 756 | ↘17 749 | ↘17 727 | ↘17 638 | ↗17 695 | ↗17 708 | ↘17 519 | ↘17 308 | ↘17 025 |
| 2019    | 2020    | 2021    |         |         |         |         |         |         |         |
| ↘16 640 | ↗16 755 | ↗17 747 |         |         |         |         |         |         |         |

На 1 января 2025 года по численности населения город находился на 715-м месте из 1124 городов Российской Федерации.

## Местное самоуправление
Совет депутатов — представительный орган муниципального образования. Состоит из 15 депутатов, избираемых по одномандатным избирательным округам сроком на пять лет. С сентября 2015 года выборы проводятся раз в пять лет во второе воскресенье сентября. Глава города избирается из числа депутатов тайным голосованием на срок полномочий Совета депутатов и является также председателем Совета депутатов. Глава города является высшим должностным лицом муниципального образования «Город Покров».
13 сентября 2020 состоялись выборы Совета депутатов 7 созыва. 2 октября 2020 года главой города избран Олег Геннадиевич Кисляков («Единая Россия», округ № 12).
Администрация города — исполнительно-распорядительный орган. Формируется главой администрации города и является постоянно действующим органом местного самоуправления без установленного срока полномочий. Глава администрации города отбирается в ходе конкурса, который проводит Советом депутатов. Кандидатов отбирает конкурсная комиссия. С отобранным кандидатом глава города заключает контракт на срок полномочий Совета депутатов. В случае досрочной отставка полномочия временно исполняет должностное лицо местного самоуправления или уполномоченный муниципальный служащий.
- Аракелов Вячеслав Шаликович — с декабря 2014 года по июнь 2018 (досрочно)[42]
- Котров Олег Владимирович — с 2018 и. о. главы администрации, с марта 2019 года по контракту[43]

## Экономика

### Промышленность
В городе размещены:
- кондитерская фабрика компании Mondelēz International (открыта в 1997 году немецкой фирмой «Stollwerck», впоследствии продана Kraft Foods, в настоящее время принадлежит Mondelēz International),
- швейная фабрика ООО «Покровская швейная фабрика „Искра“». Вообще в Петушинском районе в 2016 году работало 33 швейных предприятия[44].
- завод железобетонных изделий и конструкций,
- энергомеханический завод «Промэнерго»,
- ювелирное предприятие «Покровский ювелирный завод» (до 2018 года завод «Золотые купола»)[45]

В посёлке Нагорный Петушинского района работает фабрика пряничных изделий «Покровский пряник».
В посёлке Вольгинский Петушинского района работает Покровский завод биопрепаратов.

### Энергетика
Электроэнергией город обеспечивает филиал «Владимирэнерго» ПАО «Россети» от 110 кВ линии и подстанции 110/35/10(6) кВ, питающей кроме того соседние населённые пункты. В городе три 35 кВ, четыре 110 кВ линии и магистраль две по 500 кВ ЛЭП.
Вблизи от высоковольтной магистрали проходит питающий город газопровод.

## Транспорт

### Железнодорожный транспорт

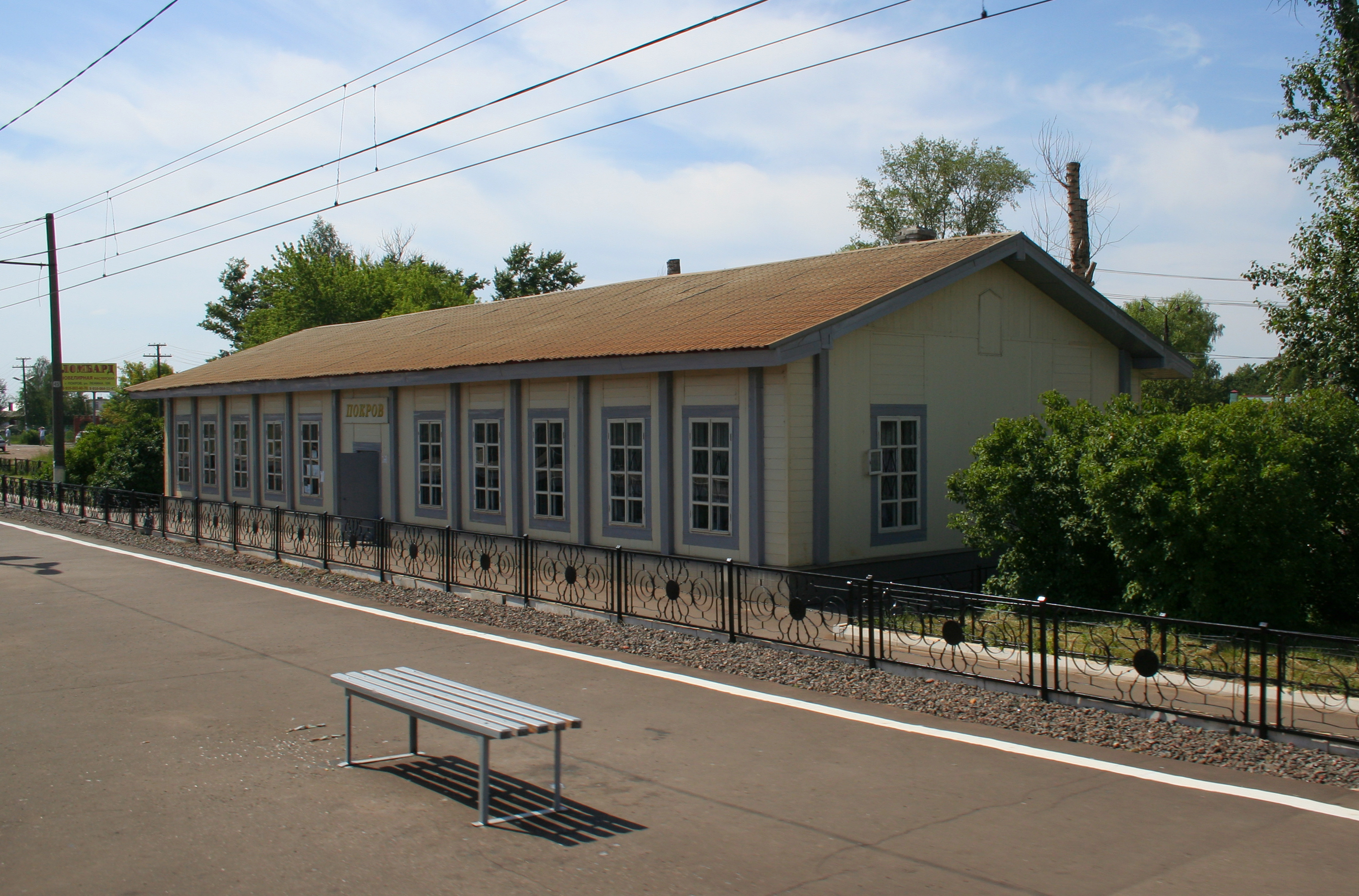
Железнодорожная станция «Покров»

Железная дорога Москва — Владимир пролегает по южной границе города. В четырёх километрах юго-восточнее в деревне Старое Перепечино расположена железнодорожная станция «Покров» Московской железной дороги РЖД. Станция действует с 1860-х годов. В 1861 году было открыто движение поездов из Москвы до Петушков, а 1 (13) августа 1862 года — до Нижнего Новгорода.
На станции останавливаются пригородные электропоезда Москва — Петушки и Москва — Владимир. Время движения пригородного электропоезда от станции «Покров» до платформы «Серп и Молот» (пересадка на станции метро «Римская» и «Площадь Ильича» в Москве) составит от 1 часа 45 минут до 2 часов 13 минут, до Курского вокзала — 1 час 50 минут — 2 часа 20 мин.

### Автотранспорт

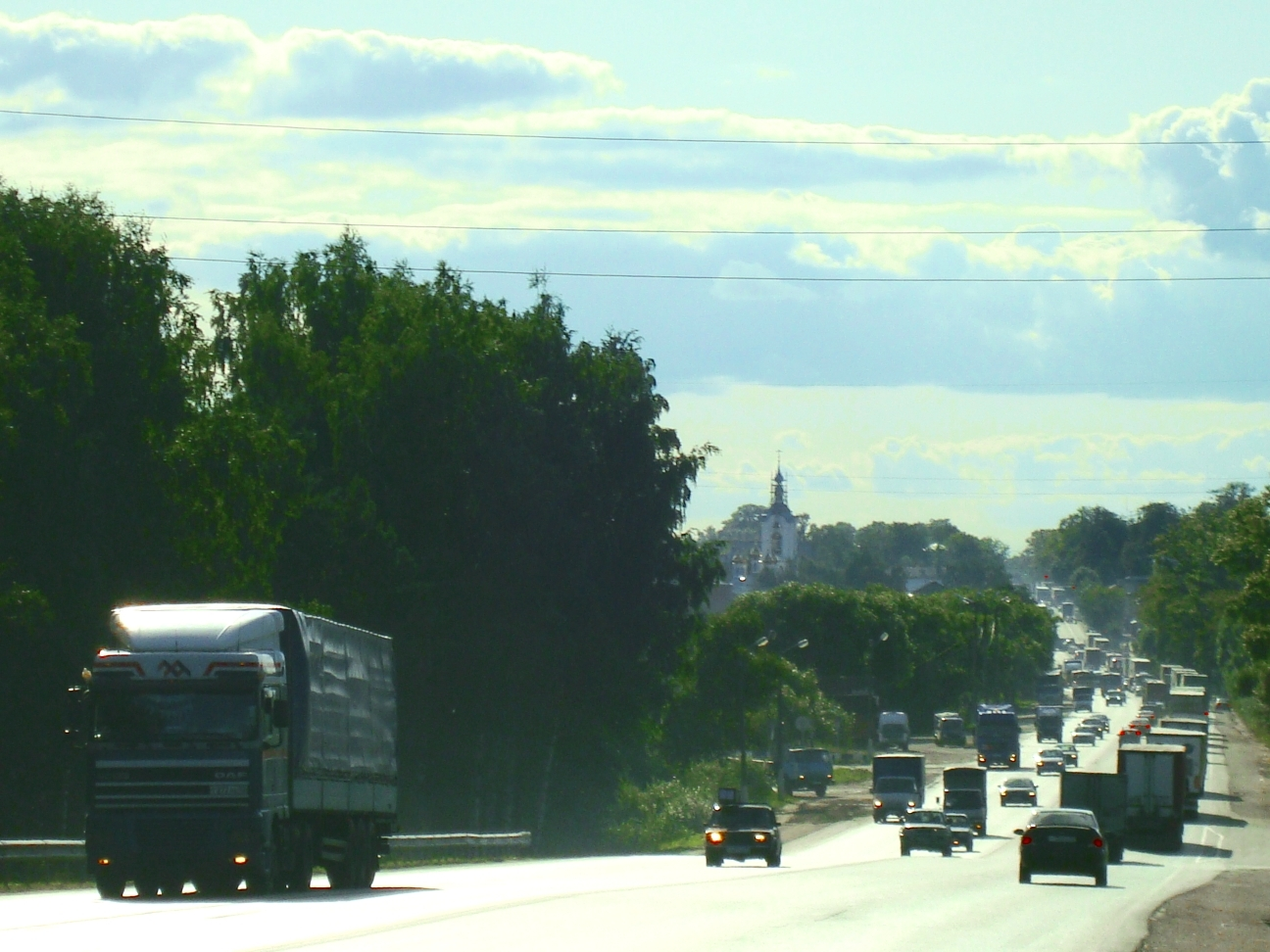
Федеральная автодорога М-7 «Волга». Направление в сторону Москвы

Через центральную часть города проходит федеральная автомобильная дорога М-7 «Волга» (Европейский маршрут E22). В Покрове она проходит по улице Ленина (бывшая Московская ул.) — одной из центральных улиц города. Основной транспортной проблемой Покрова является пропуск через город транзитного транспорта. С 2015 года жители города требуют построить объездную дорогу. В 2017 году строительство кольцевой объездной дороги вокруг города обещала жителям губернатор Владимирской области Светлана Орлова.  
Автовокзал расположен на западной границе города, при выезде в сторону Москвы. Пригородные и междугородные автобусы отправляются в различных направлениях. Все междугородние рейсы являются транзитными, поэтому приобрести билет возможно только по прибытии автобуса. Распространена практика оплаты проезда напрямую водителю, что делает проблемным выезд из города в пиковое время. Также на территории автостанции делают остановку междугородные автобусы коммерческих перевозчиков, но автостанцией они не обслуживаются.

### Проблема загрязнения
Покров является экологически грязным городом, некомфортным для жизни, так как находится на автомагистрали с огромным автомобильным потоком. Отсутствует традиционное для малых городов преимущество в виде экологической чистоты. Открытие объезда не избавит город от пробок и высокой загазованности. Объезд будет частью платной автодороги Москва — Казань. По опыту других платных дорог, на них уходит меньше половины автомобильного потока, большая же часть продолжает двигаться через населённые пункты. Избавить город от дыма и повышенных показателей смертности мог бы только ввод объездной дороги с бесплатным проездом. 

## Образование

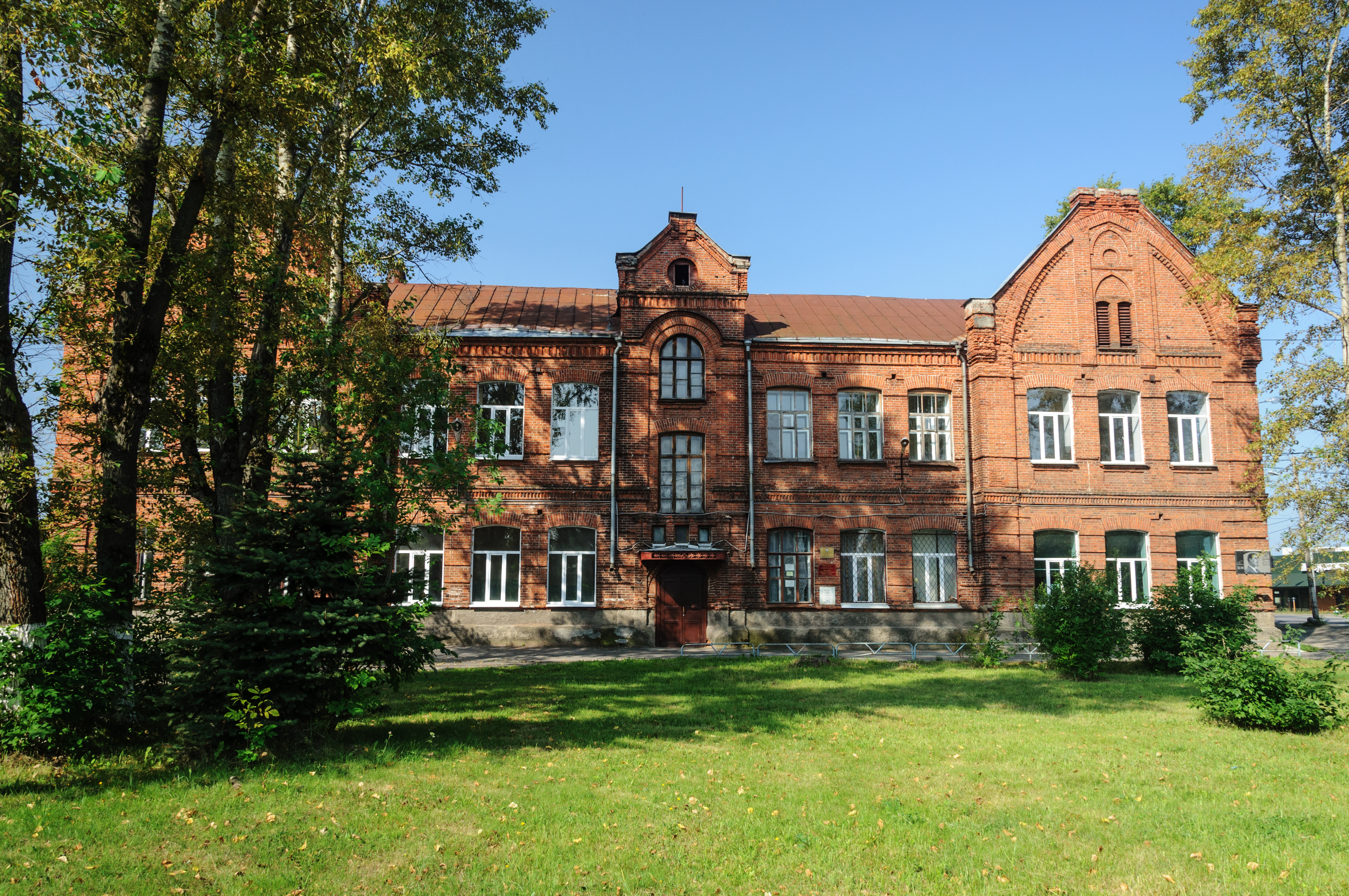
Здание бывшей гимназии на ул. Ленина, сегодня в нём начальная школа.

В городе три общеобразовательных школы — одна начальная и две средние. Начальная школа для детей 6-10 лет располагается в здании бывшей женской гимназии 1911 года постройки. Школа № 1 расположена рядом со зданием администрации на ул. Третьего Интернационала. Школа № 2 расположена на ул. Первомайская.
Дополнительное образование детям в области музыки и художественного творчества предоставляет Детская школа искусств и АНО Арт-школа "Рисуем", основанная Светланой Суздальцевой. Также работает Центр развития творчества детей и юношества, расположенный в здании бывшей мужской гимназии 1901—1902 годов постройки.
В городе находится Покровский детский дом, существующий с 1942 года.
В городе действует филиал Московского педагогического государственного университета.

## Культура

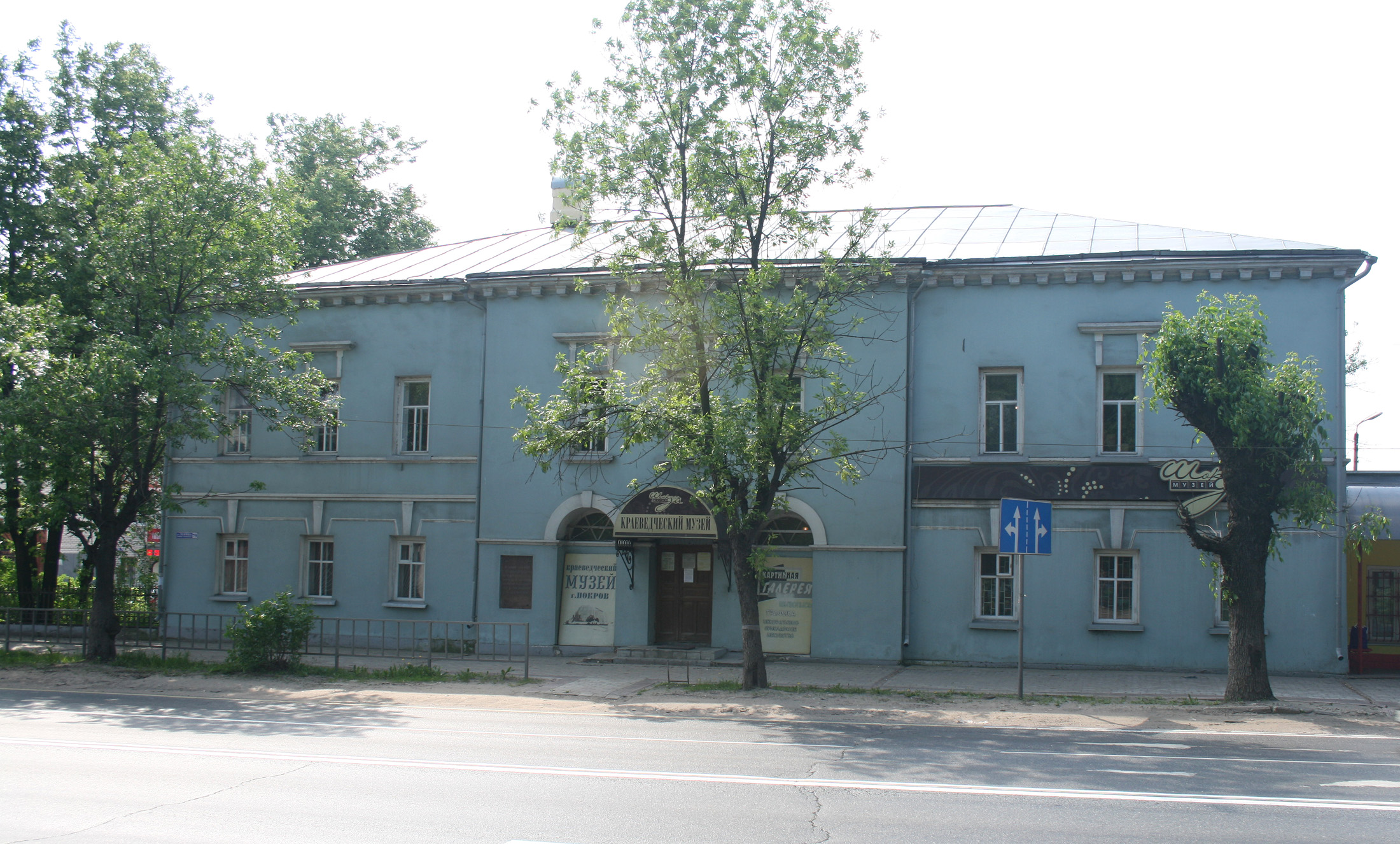
Краеведческий музей

В городе работают дом культуры, две библиотеки (городская библиотека и детская библиотеки).
На ул. Ленина, д. 79 находится краеведческий музей. Экспозиция которого собрана руками местных энтузиастов и представляет живую историю города за 300 лет: «Ямщицкая станция», «Покров купеческий, ремёсла и промыслы», «Революция и Великая Отечественная война», «Покров современный». В том же здании находится картинная галерея и музей шоколада. Экспозиция музея шоколада, созданного при участии компании Kraft Foods, которая владеет расположенной в Покрове шоколадной фабрикой, рассказывает об истории шоколада, о семье Штольверк, основателях фабрики, о компании Kraft Foods. На втором этаже здания работает Покровская картинная галерея, где представлены работы местных художников и умельцев, а также художников Подмосковья и Владимирщины.

## Спорт
В городе один стадион — «Покровский». Футбольное поле с травяным покрытием и беговой дорожкой. Есть площадка для катания на роликах и площадка для игры в большой теннис летом и в хоккей зимой.
Есть один фитнес-клуб Prime.
В городе есть множество площадок для минифутбола с искусственным покрытием.
Действует несколько секций: карате, футбол, лыжная подготовка, настольный теннис, тхэквондо, баскетбол, волейбол.
Кроме того, действует АНО МВПО "Миротворец"-военно-патриотическое отделение "Юнармии" по адресу ул. Пролетарская, дом 2. Возглавляет организацию-Сергей Захариков. В организации дети получают военно-патриотическую подготовку, в том числе основы рукопашного боя и основы обращения с оружием.

## Службы

### Полиция
Отделение полиции в Покрове занимает историческое здание 1890 года.

### Пожарная часть
В городе действует одна пожарная часть № 43, расположенная на ул. Третьего Интернационала.

### Здравоохранение
В городе действует поликлиника по адресу ул. 3 Интернационала дом 48 и городская больница, расположенная 100 метров западнее. Есть отделения сетей медцентров "Новая медицина" (Школьный пр. д 5) и "Ваш доктор" (Больничный пр. д 4).

## Религия
В городе действует Храм Покрова Божией Матери (Свято-Покровский собор) Петушинского благочиния Александровской епархии РПЦ. Выстроен на месте сгоревшей в 1672 году деревянной церкви, относившейся к Антониевой пустыни. В 1808 году к нему пристроена трапезная с двумя престолами, а в 1851—1853 годах — северный и южный приделы.
Бывший Свято-Троицкий собор был в 1950-е годы перестроен. Ныне в нём находится Дом культуры.
На северо-западной окраине города находится озеро Введенское, в центре которого на острове стоит Введенский Островной женский монастырь . Монастырь действует с конца XVII века.

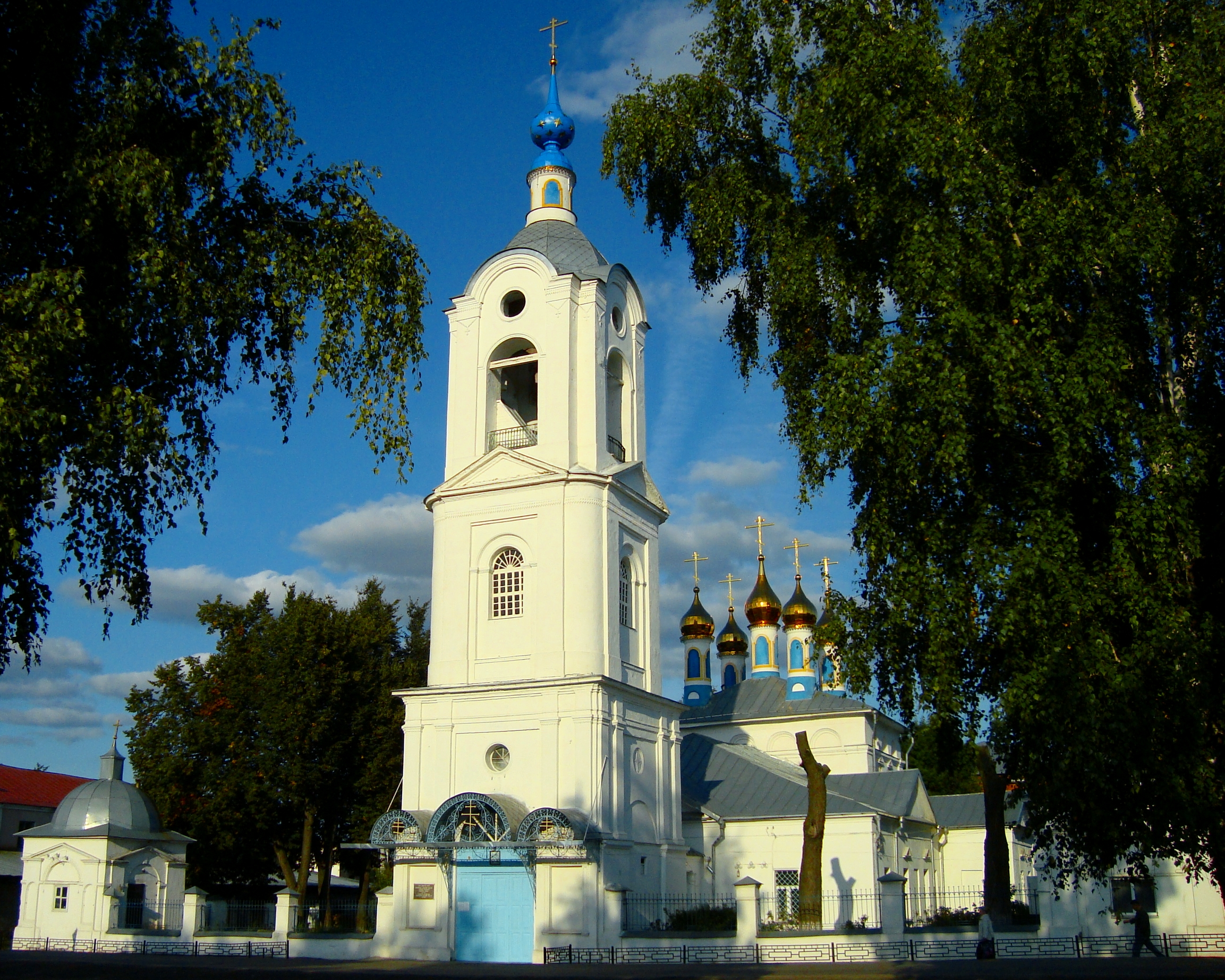
Церковь Покрова Пресвятой Богородицы на ул. Герасимова
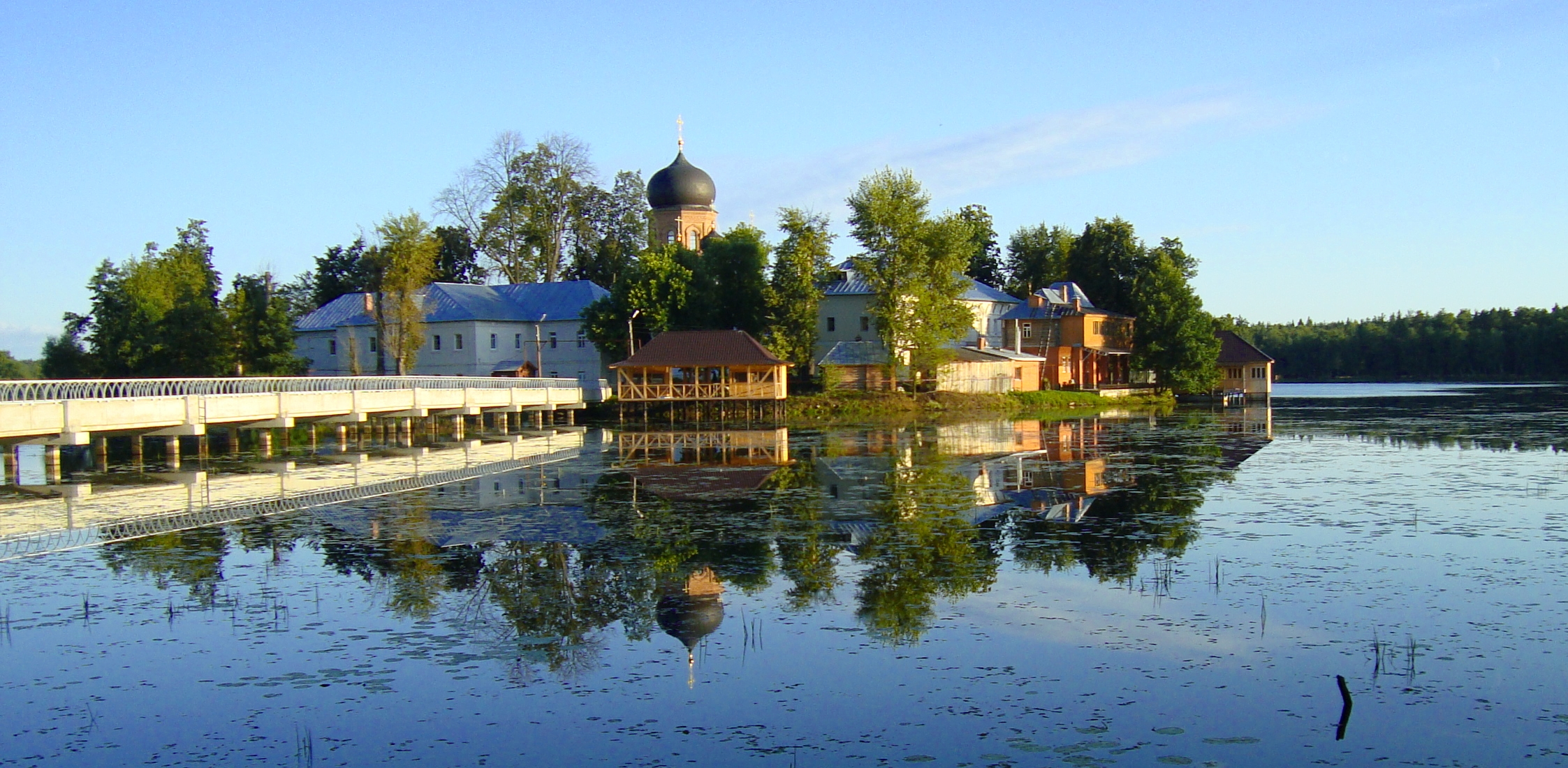
Свято-Введенский Островной монастырь на озере Введенское

## Достопримечательности

### Архитектура
Некоторое количество зданий в Покрове признано объектами культурного наследия регионального значения. К ним относятся Введенский Островной женский монастырь, Церковь Покрова Пресвятой Богородицы, здания земской управы, Покровских присутственных мест, постоялого двора, больницы, мужской гимназии, женской гимназии, несколько жилых домов.

### Скульптура и памятники
В сквере на пересечении ул. Ленина и Больничного проезда расположен первый в мире памятник шоколаду. Скульптура работы Ильи Шанина в виде трёхметровой бронзовой феи с шоколадкой в руке была открыта в 2009 году.
В 18 км севернее города по дороге в город Киржач близ деревни Новосёлово находится мемориальный комплекс на месте гибели Юрия Гагарина и Владимира Серёгина. В лесу на месте падения самолёта стоит 16-метровая стела, а неподалёку от монумента находится небольшой музей (ныне сгоревший) и Андреевская церковь.

## СМИ
С 2002 года работает городской информационный центр «Покров медиа», учреждённый администрацией города Покрова. В «Покров медиа» входят муниципальное телевидение «ТВ Покров», муниципальная газета, сайт.

## Люди, связанные с городом
- Фейгин, Герасим Григорьевич (1901—1921) — деятель молодёжного коммунистического движения, один из основателей комсомола, поэт. По его инициативе в Покрове начала создаваться ячейка Коммунистического союза молодёжи. В 1920 году был членом Покровского уездного комитета РКСМ.
- Дмитриев, Николай Фёдорович (1953—2005) — советский и российский поэт, лауреат премии Ленинского комсомола (1981), премии имени Александра Невского «России верные сыны» (2003). В краеведческом музее Покрова открыта экспозиция, посвящённая творчеству поэта. С 2001 по 2005 годы жил и работал в родовом доме в деревне Аниськино вблизи Покрова. Похоронен на Покровском городском кладбище.
- Фудель, Сергей Иосифович (1901—1977) — православный богослов, философ, духовный писатель, литературовед, жил в Покрове с 1962 года до смерти. Был похоронен на Покровском городском кладбище. В 2017 году перезахоронен на территории Покровского храма. В Покровском филиале Московского педагогического государственного университета открыт музей С. И. Фуделя[53].
- Навальный, Алексей Анатольевич (04.06.1976—16.02.2024) — российский политик, занявший второе место на выборах мэра Москвы (2013) с результатом 27,24%. Отбывал наказание в исправительной колонии ИК-2 г. Покрова с 25.02.2021 по 14.06.2022.

## Галерея

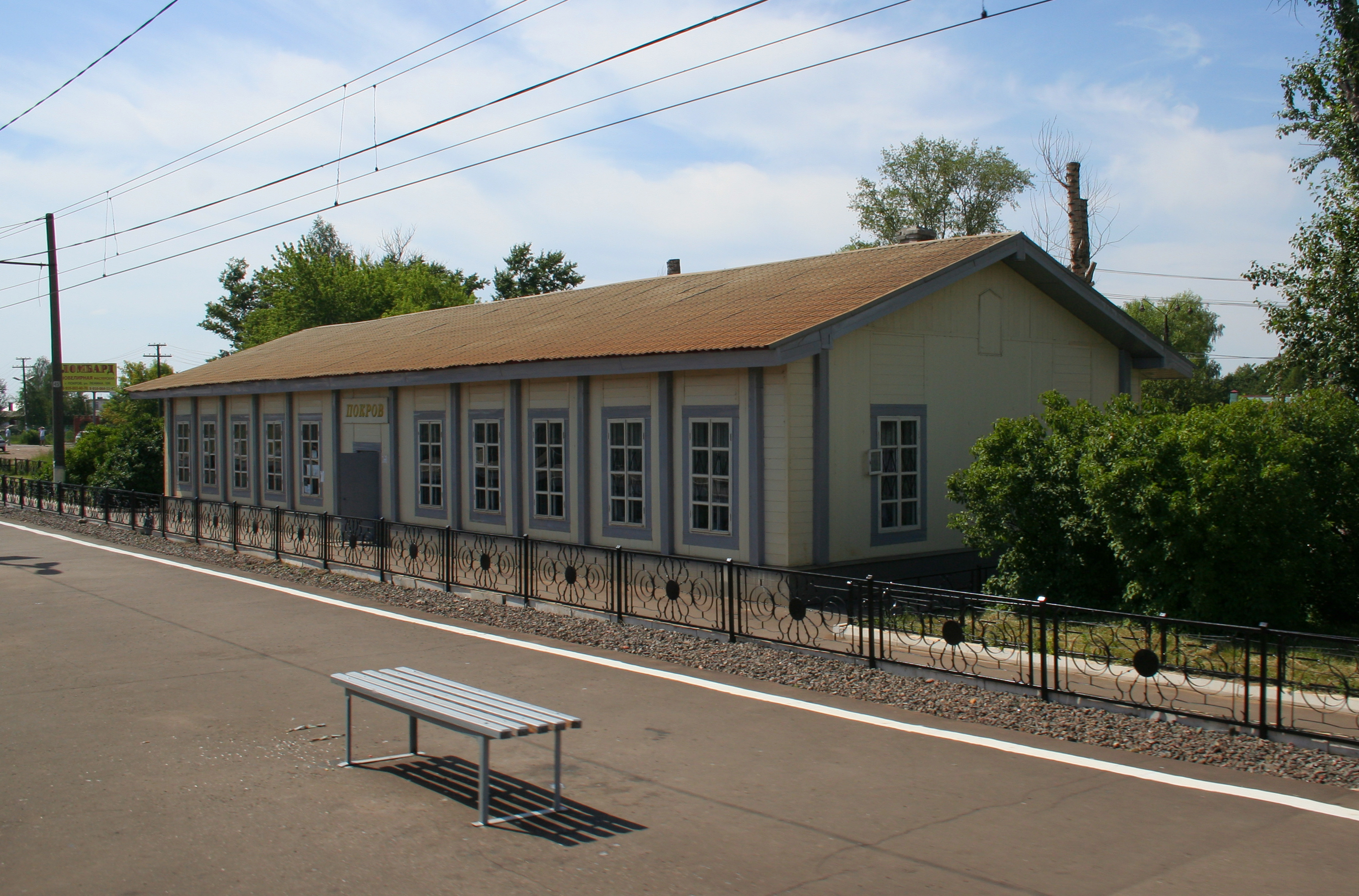
Вокзал
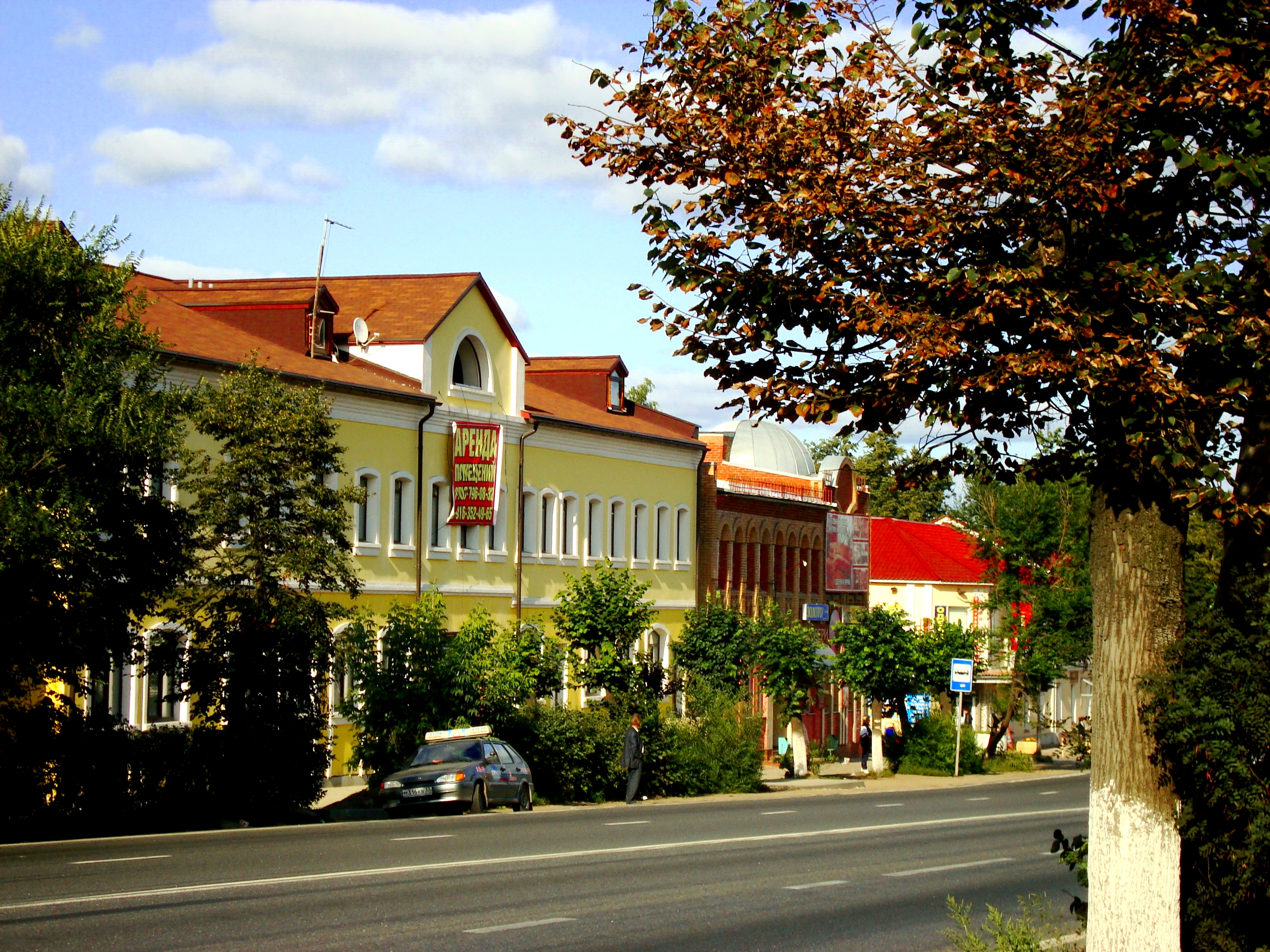
ул. Ленина (бывшая ул. Московская)
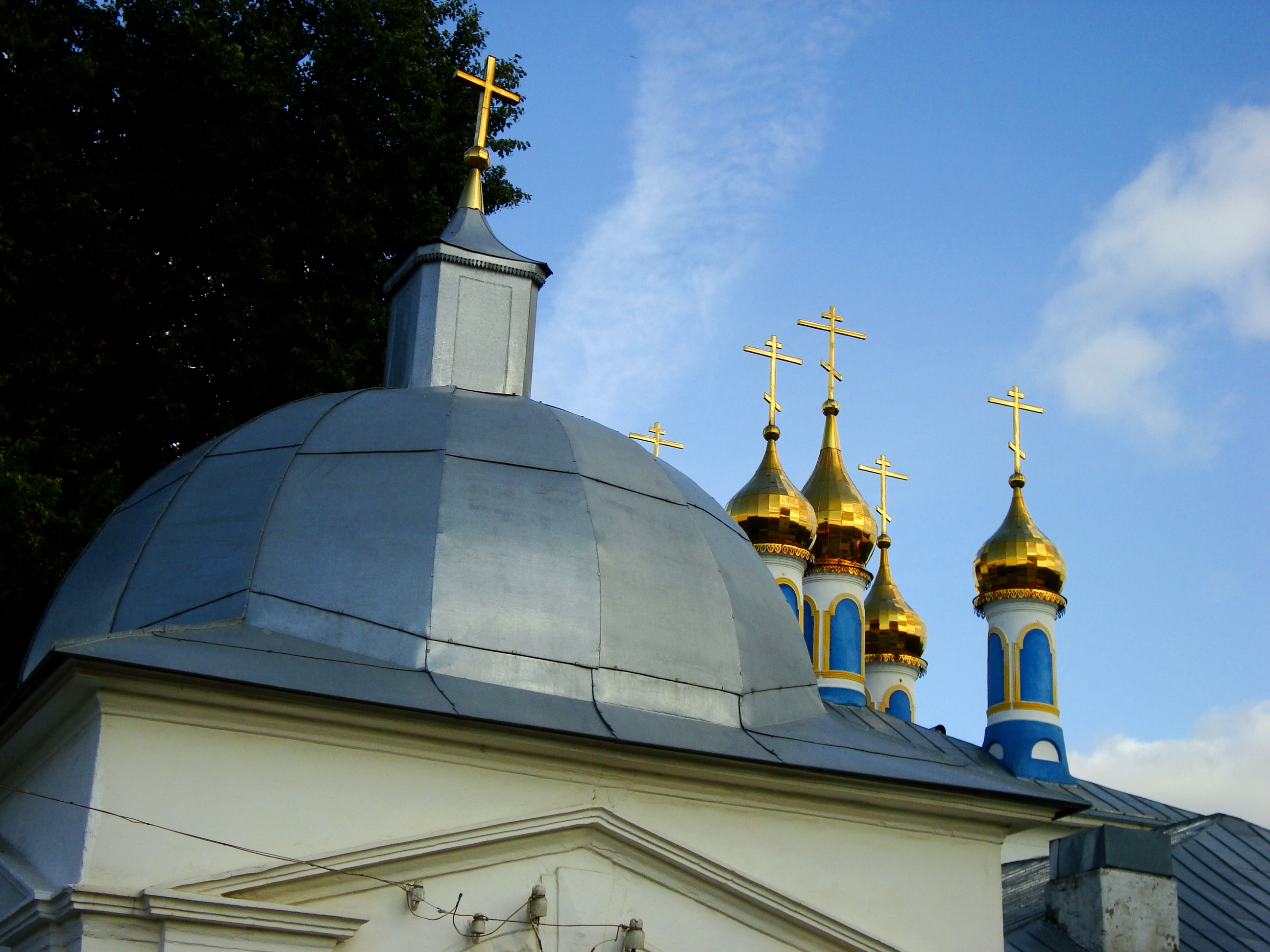
Купола храма Покрова Божией Матери
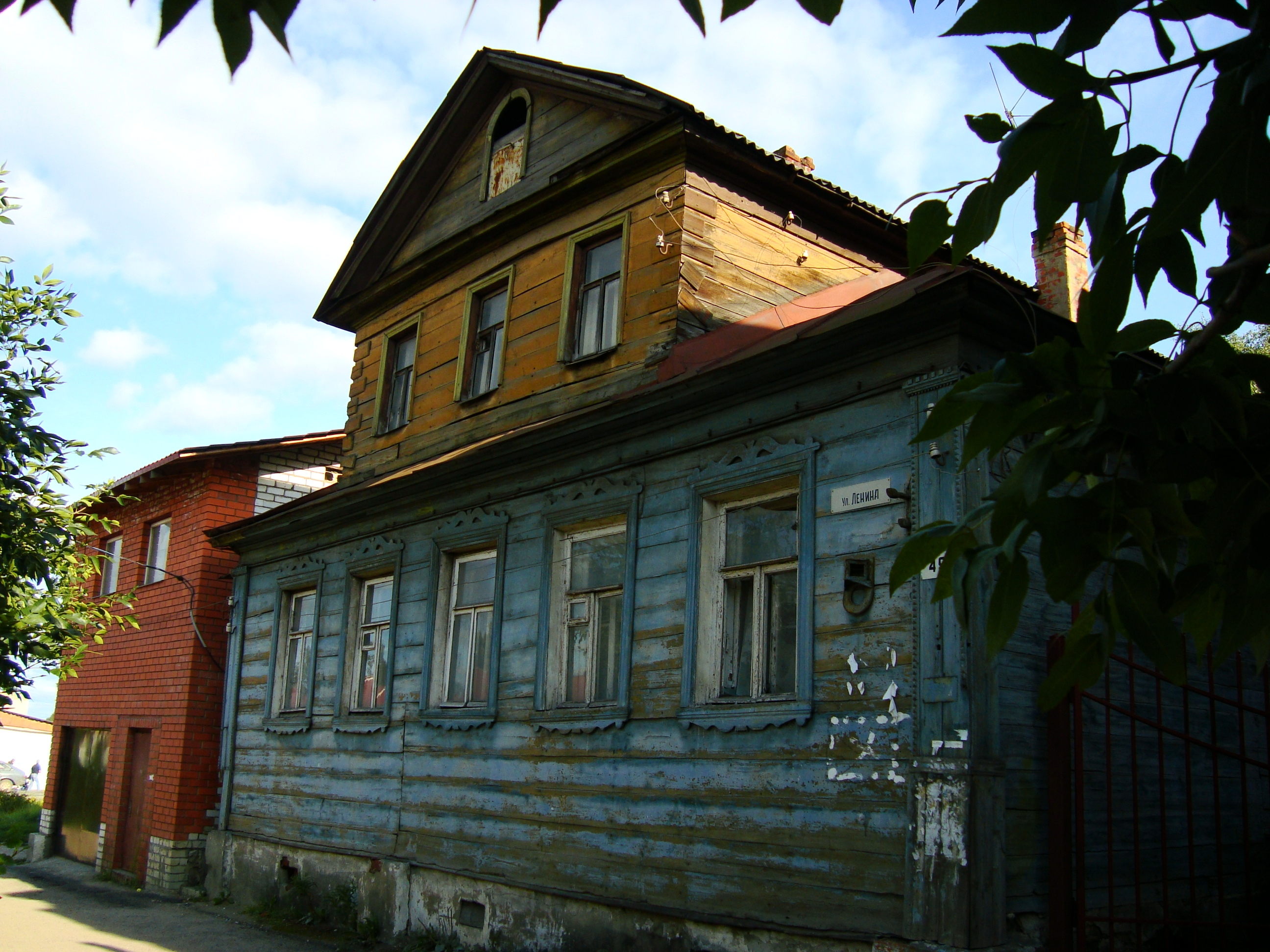
Деревянный дом на ул. Ленина
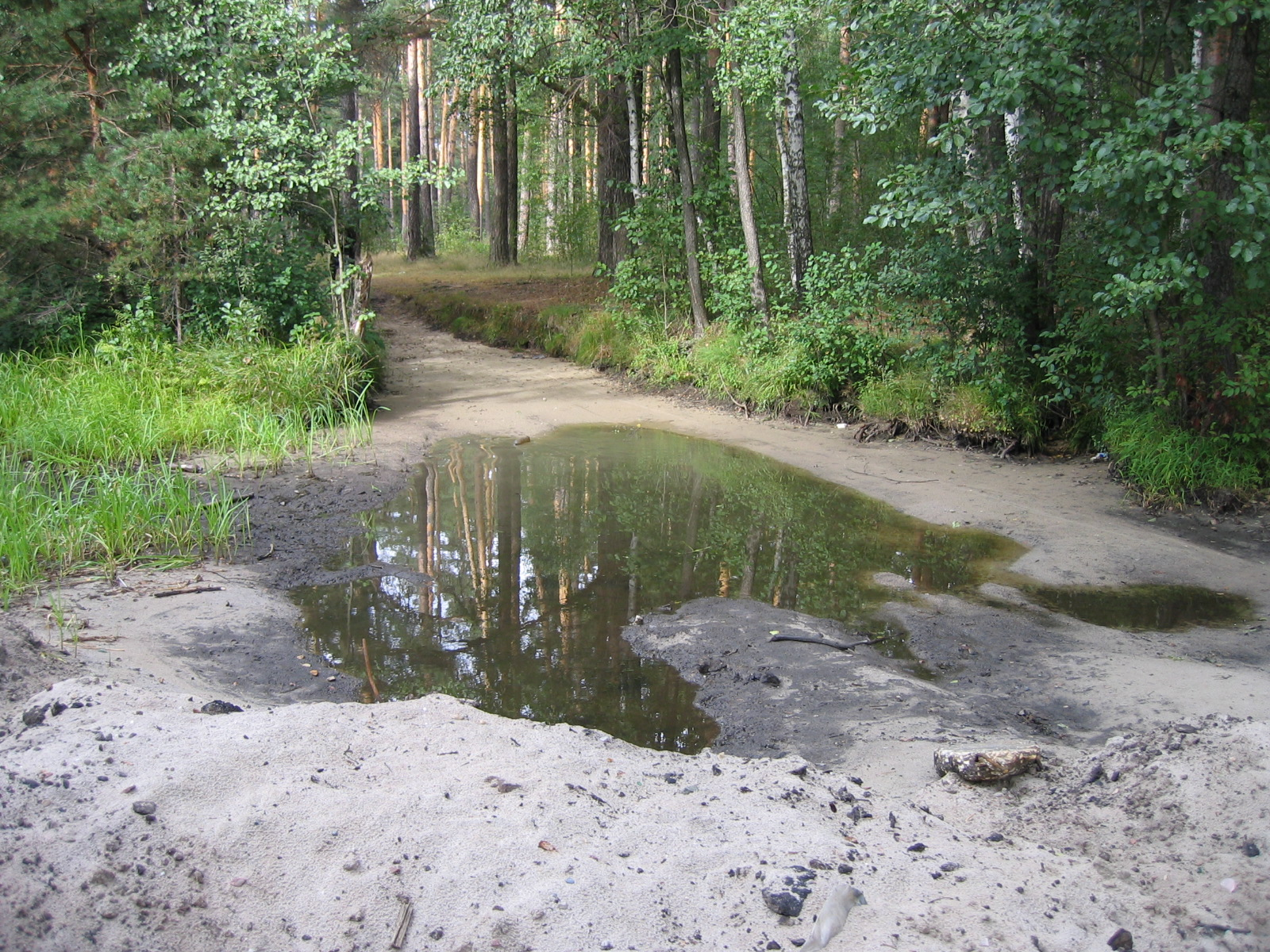
Пересохшая речка Шитка, обычно вытекающая из Чёрного озера
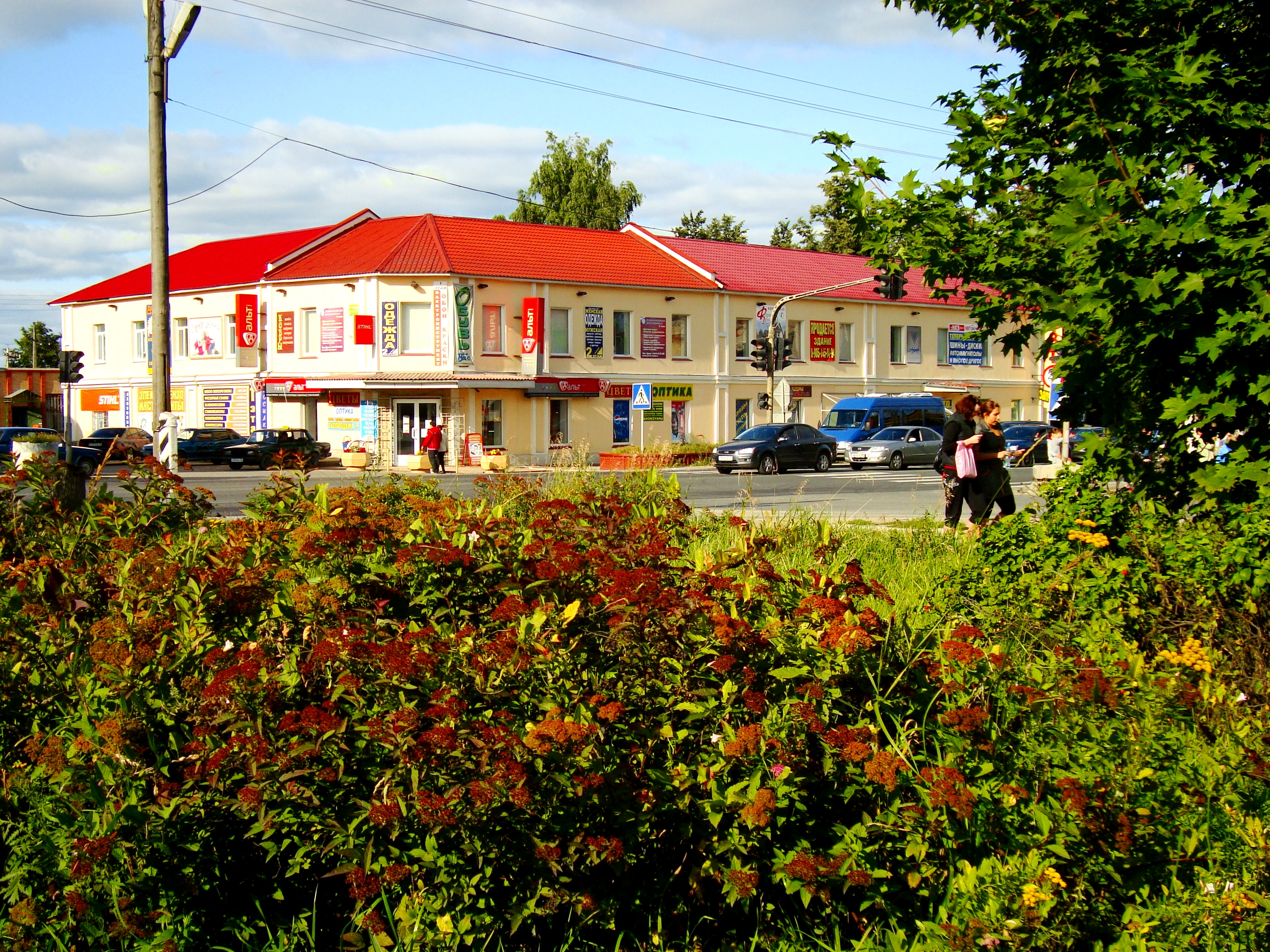
Пересечение ул. Ленина (М7/Е22) с ул. Герасимова